# Широково (Ханты-Мансийский автономный округ)
Широково — деревня в Сургутском районе Ханты-Мансийского автономного округа — Югры. Располагается на межселенной территории, находясь в прямом подчинении Сургутскому муниципальному району.

## Климат
Климат резко континентальный, зима суровая, с сильными ветрами и метелями, продолжающаяся семь месяцев. Лето относительно тёплое, но быстротечное.